# Toni Schumacher (Fußballspieler, 1938)
Anton „Toni“ Schumacher (* 1. Dezember 1938 in Bonn) ist ein ehemaliger deutscher Fußballtorwart. Von 1960 bis 1968 spielte er für den 1. FC Köln; dabei absolvierte er 21 Spiele in der Oberliga und 58 in der Bundesliga.

## Laufbahn
Heimatverein des Jugendfußballers Toni Schumacher war Blau-Weiß Hemmerich. Mit TuRa Bonn spielte der Torhüter in der Saison 1959/60 in der Verbandsliga Mittelrhein und belegte mit dem Aufsteiger den vierten Rang. Im Rundenverlauf machte er mit seinen Leistungen die Verantwortlichen der Geißbock-Elf aus Köln auf sich aufmerksam; 1960 wechselte er zum damaligen Oberligisten 1. FC Köln. Unter Trainer Oswald Pfau kam er am 4. Dezember 1960 beim Auswärtsspiel gegen den SV Sodingen zu seinem Debüt in der Oberliga West. Stammtorhüter des FC war der dem Nationalmannschaftskader angehörende Fritz Ewert. Mit insgesamt fünf Einsätzen hatte der Mann aus Bonn Anteil am Gewinn der Oberliga-Meisterschaft. In den letzten zwei Runden der damals erstklassigen Oberliga, 1961/62 und 1962/63, änderte sich nichts an der Rollenverteilung im FC-Tor. Toni Schumacher kam auf sieben (1962) beziehungsweise neun (1963) weitere Einsätze, immer dann, wenn er für den verletzten Ewert einspringen musste. Insgesamt absolvierte er von 1960 bis 1963 in der Oberliga West 21 Verbandsspiele und gehörte dadurch den Meisterteams des 1. FC Köln in diesen Jahren an. Als die Kölner 1962 den Gewinn der Deutschen Meisterschaft mit Trainer Zlatko Čajkovski feiern konnten, hatte Schumacher in der Endrunde im Gruppenspiel am 21. April beim 3:1-Auswärtserfolg bei Eintracht Frankfurt im Kölner Tor gestanden.
Auch beim Rückspiel gegen den schottischen Meister FC Dundee am 26. September 1962, im Wettbewerb des Europapokals der Meister, stand Schumacher beim 4:0-Heimsieg für den verletzten Ewert im Kölner Tor. Beim zweiten Gewinn der Deutschen Meisterschaft der Geißbock-Elf im Debütjahr der Fußball-Bundesliga 1963/64 kam er unter Trainer Georg Knöpfle zu vier Einsätzen in der Verbandsrunde. Sein Bundesligadebüt gab Schumacher am 15. Februar 1964 beim 3:1-Heimerfolg über Hertha BSC. Im zweiten Bundesligajahr 1964/65 war er mit 23 Ligaeinsätzen die Nummer eins der Kölner; Ewert musste sich mit sieben Ligaspielen begnügen. Die Titelverteidigung klappte zwar nicht, hinter Werder Bremen reichte es zur Vizemeisterschaft. Herausragend waren aber die Spiele im Europapokal der Landesmeister.
Im Viertelfinale, in den Spielen gegen den englischen Meister FC Liverpool, schlug die Stunde des Keepers Toni Schumacher. Gab es beim Hinspiel am 10. Februar 1965 gegen die von Manager Bill Shankly angeführten „Reds“ beim 0:0 gegen noch eine deutlich defensiv eingestellte Elf aus Liverpool fast keine Gelegenheit sich auszuzeichnen, herrschte im

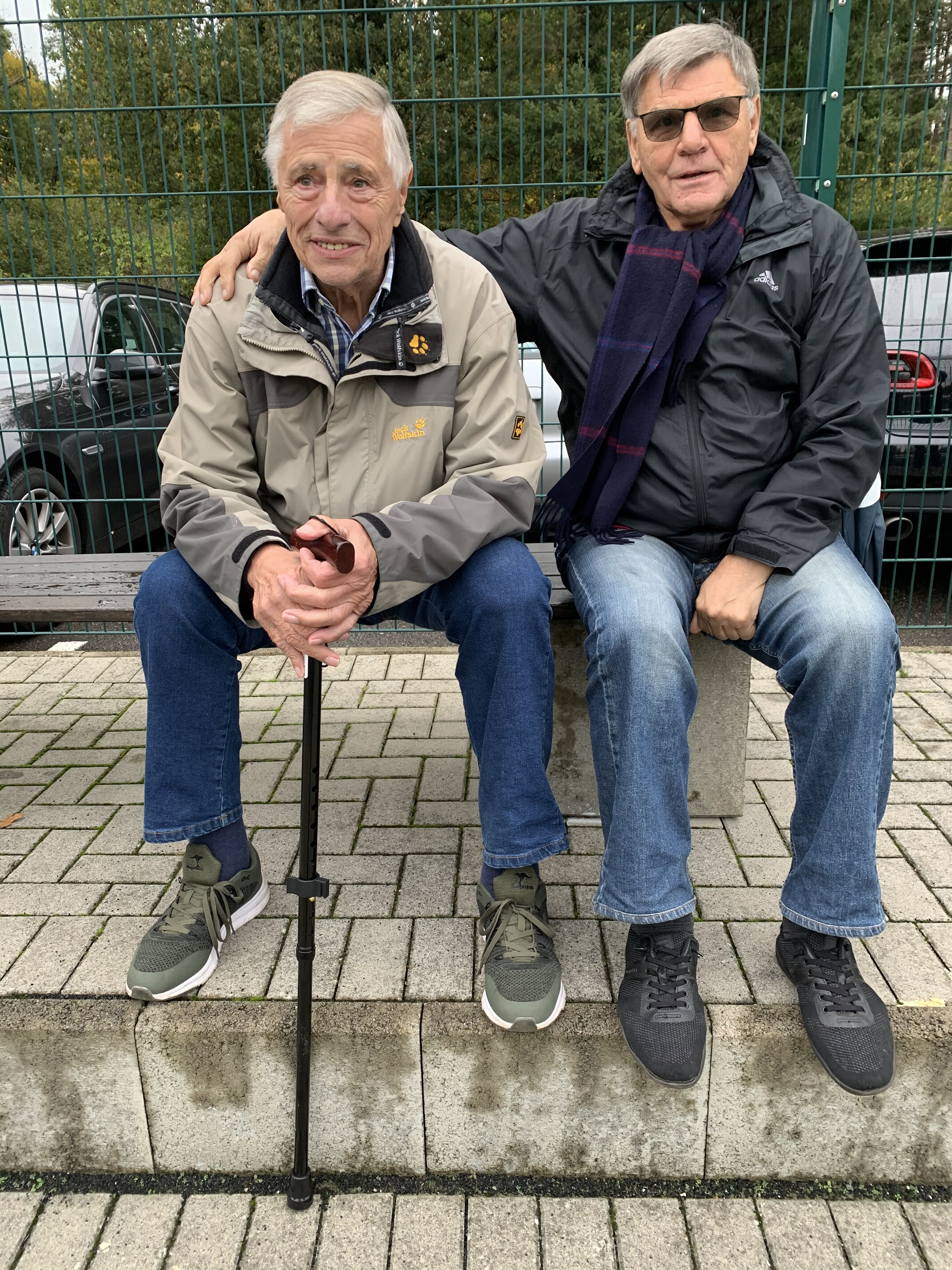
Anton Schumacher und sein ehemaliger Mitspieler Wolfgang Weber (2019)

Rückspiel am 17. März vor 48.948 Zuschauern an der Anfield Road durch das ständige Anrennen der Heimelf eine völlig andere Situation. Der FC ging durch das Fehlen von Hans Schäfer, Christian Müller und Leo Wilden personell geschwächt in die Auseinandersetzung und das Spiel entwickelte sich zu „einer einzigen Abwehrschlacht der Geißböcke, die in Toni Schumacher, Wolfgang Weber und dem eigentlichen Reservisten Matthias Hemmersbach ihre herausragenden Akteure hatten“. Im FC-Buch Hennes & Co. wurde die Leistung des Kölner Torstehers sogar mit Weltklasse beurteilt, „denn er hielt einfach alles, was durch die Kölner Deckung kam. Ein halbes Dutzend unglaublicher Paraden brachte die stürmischen Engländer schier zur Verzweiflung“, und so musste ein Entscheidungsspiel den Halbfinalisten ermitteln. Dieses fand am 24. März in Rotterdam statt und endete nach Verlängerung 2:2. Die damaligen Regularien sahen zur Siegerermittlung einen Münzwurf vor – im zweiten Versuch entschied er zugunsten des FC Liverpool. Einen Monat danach, am 24. April 1965, saß Toni Schumacher beim WM-Qualifikationsspiel der Nationalmannschaft in Karlsruhe gegen Zypern auf der deutschen Ersatzbank.
Im Jahr der Fußball-Weltmeisterschaft 1966 in England behauptete Schumacher mit 22 Ligaeinsätzen seine Rolle als Stammtorhüter, aber mit dem FC reichte es in der Bundesliga lediglich zum fünften Rang. Zur Saison 1966/67 kam mit Willi Multhaup ein neuer Trainer nach Köln, mit Milutin Šoškić, zur Überraschung für Toni Schumacher, aber auch eine neue Nummer eins. Der „Held von Liverpool“ kam im ersten Multhaup-Jahr zu keinem Einsatz in der Bundesliga. In seiner achten Kölner Saison, 1967/68, absolvierte er nochmals neun Spiele in der Bundesliga und der FC kam auf den vierten Rang. Sein letztes Bundesligaspiel bestritt er am 3. Februar 1968 beim 1:1 gegen den FC Schalke 04. Der eigentliche Erfolg kam aber im DFB-Pokal zustande; der 1. FC Köln wurde 1968 Pokalsieger. Schumacher wirkte in den Spielen gegen den FC Homburg (4:1) und Eintracht Frankfurt (1:1 n. V.) mit.
Zur Runde 1968/69 schloss sich der Torhüter Viktoria Köln an; wegen langwieriger Verletzungen kam er dort aber nur zu sechs Einsätzen in der Regionalliga West. Auch die Engagements beim KV Mechelen 1969/70 und beim Bonner SC 1970/71 waren nicht mehr von Erfolg und Gesundheit begleitet.

### Nationalmannschaft
Der erste und „wahre“ Toni (Anton) Schumacher war nur einer von fünf Spielern, die Helmut Schön in 14 Jahren nominierte und doch nie einsetzte.

## Erfolge
- 1962 Deutscher Meister, 4:0 gegen den 1. FC Nürnberg
- 1963 Deutscher Vizemeister, 1:3 gegen Borussia Dortmund
- 1964 Deutscher Meister, 6 Punkte vor dem Meidericher SV und Eintracht Frankfurt
- 1965 Deutscher Vizemeister, 3 Punkte hinter dem SV Werder Bremen
- 1968 DFB-Pokal-Sieger, 4:1 gegen den VfL Bochum